# Jonathan Bowen
Jonathan P. Bowen FBCS FRSA (1956) es un informático británico.

## Biografía
Es presidente de Museophile Limited y profesor emérito de la London South Bank University, donde dirigió el Centro de Métodos Formales Aplicados. Ha sido profesor de informática en la Birmingham City University, profesor visitante en el Pratt Institute (Nueva York), la University of Westminster y el King's College London, y académico visitante en el University College London.

## Educación
Bowen nació en Oxford, hijo de Humphry Bowen, y se educó en la Dragon School, Bryanston School, antes de matricularse en el University College Oxford (Universidad de Oxford), donde obtuvo el título de máster en Ciencias de la Ingeniería.

## Carrera
Posteriormente, Bowen trabajó en el Imperial College de Londres, en el Laboratorio de Informática de la Universidad de Oxford (actual Departamento de Informática de la Universidad de Oxford), en la Universidad de Reading y en la Universidad de London South Bank. Sus primeros trabajos se centraron en los métodos formales en general, y posteriormente en la notación Z en particular. Fue presidente del Grupo de Usuarios de Z desde principios de la década de 1990 hasta 2011. En 2002, Bowen fue elegido presidente del Grupo de Especialistas en Aspectos Formales de la Informática de la British Computer Society (FACS). Desde 2005, Bowen es editor jefe asociado de la revista Innovations in Systems and Software Engineering. También es editor asociado del consejo editorial de la revista ACM Computing Surveys, que cubre la ingeniería del software y los métodos formales. Entre 2008 y 2009, fue asociado en Praxis High Integrity Systems, donde trabajó en un gran proyecto industrial que utilizaba la notación Z.
El otro gran interés de Bowen es el ámbito de los museos en línea. En 1994, fundó las páginas de museos de la Biblioteca Virtual (VLmp), un directorio de museos en línea que pronto fue adoptado por el Consejo Internacional de Museos (ICOM). Ese mismo año también puso en marcha el Museo Virtual de Informática. En 2002, fundó Museophile Limited para ayudar a los museos, especialmente en línea, por ejemplo con foros de discusión. También ha trabajado en la industria en Oxford Instruments, Marconi Instruments, Logica, Silicon Graphics y Altran Praxis.
Bowen fue elegido miembro de la Royal Society for the encouragement of Arts, Manufactures and Commerce (RSA) en 2002 y de la British Computer Society (BCS) en 2004. Es miembro de la Worshipful Company of Information Technologists y Freeman of the City of London.

## Libros seleccionados
Jonathan Bowen ha escrito y editado varios libros, entre ellos:
- Bowen, J.P., editor, Hacia Verificó Sistemas. Elsevier Ciencia, Seguridad de Tiempo Real serie de Sistemas Críticos, volumen 2, 1994.
- Hinchey, M.G. Y Bowen, J.P., editores, Aplicaciones de Métodos Formales. Prentice Sala Serie Internacional en Informática, 1995.  ISBN 0-13-366949-1.[8]
- Bowen, J.P., Documentación y Especificación Formales que utilizan Z: Una Aproximación de Estudio del Caso. Prensa de Ordenador de Thomson internacional, Thomson Internacional Editorial, 1996. ISBN 1-85032-230-9.[9]
- Bowen, J.P. Y Hinchey, M.G., editores, Alto-Especificación de Sistema de la Integridad y Diseño. Springer-Verlag, Londres, FACIT serie, 1999. ISBN 3-540-76226-4.
- Hinchey, M.G. Y Bowen, J.P., editores, Industriales-Fuerza Métodos Formales en Práctica. Springer-Verlag, Londres, FACIT serie, 1999. ISBN 1-85233-640-4.
- Hierons, R., Bowen, J.P., y Harman, M., editores, Testaje y Métodos Formales. Springer-Verlag, LNCS, Volumen 4949, 2008. ISBN 978-3-540-78916-1.
- Börger, E., Butler, M., Bowen, J.P., y Boca, P., editores, Máquinas Estatales Abstractas, B y Z. Springer-Verlag, LNCS, Volumen 5238, 2008. ISBN 978-3-540-87602-1.
- Boca, P.P., Bowen, J.P., y Siddiqi, J.I., editores, Métodos Formales: Estatal del Arte y Direcciones Nuevas. Springer, 2010. ISBN 978-1-84882-735-6, e-ISBN 978-1-84882-736-3, doi 10.1007/978-1-84882-736-3.
- Bowen, J.P., Keene, S., y Ng, K., editores, Visualización Electrónica en Artes y Cultura. Serie de Springer en Informática Cultural, Springer, 2013. ISBN 978-1-4471-5406-8.
- Copeland, J., Bowen, J.P., Sprevak, M., Wilson, R., et al., El Turing Guía. Oxford Prensa universitaria, 2017. ISBN 978-0198747826 (de tapa dura), ISBN 978-0198747833 (libro en rústica).[10]
- Hinchey, M.G., Bowen, J.P., Olderog, E.-R., editores, Provably Sistemas Correctos. Springer Editorial Internacional, Monografías de NASA en Sistemas e Ingeniería de Software serie, 2017. ISBN 978-3-319-48627-7, doi 10.1007/978-3-319-48628-4.
- Giannini, T. y Bowen, J.P., editores, Museos y Cultura Digital: Búsqueda y Perspectivas Nuevas. Serie de Springer en Informática Cultural, Springer, 2019. ISBN 978-3-319-97456-9, e-ISBN 978-3-319-97457-6, doi 10.1007/978-3-319-97457-6.[11]
- Giannini, T. y Bowen, J.P., editores, Las Artes y la Cultura Computacional: Mundos Reales y Virtuales. Serie de Springer en Informática Cultural, Springer, 2024. ISBN 978-3-031-53864-3, e-ISBN 978-3-031-53865-0, doi 10.1007/978-3-031-53865-0.[12]